# ليز موجنبيرج
ليز موجنبيرج (بالإنجليزية: Liz Moeggenberg)‏ مواليد 25 مايو 1984 في إمباير، هي لاعبة كرة سلة أمريكية معتزلة أصبحت مدربة. تم اختيارها من قبل فريق فينيكس ميركوري خلال الدرافت. حققت المركز الأول في الألعاب الجامعية الصيفية 2005.

## الميداليات
| الميدالية | المسابقة                      |
| --------- | ----------------------------- |
| ذهبية     | الألعاب الجامعية الصيفية 2005 |

## روابط خارجية
- ليز موجنبيرج على موقع الاتحاد الوطني لكرة السلة النسائية (الإنجليزية)
- ليز موجنبيرج على موقع كرة السلة الأوروبية.كوم (الإنجليزية)
- ليز موجنبيرج على موقع كلية كرة السلة في سبورتس رفرنس.كوم (الإنجليزية)
- ليز موجنبيرج على موقع بروبوليرز (الإنجليزية)
- ليز موجنبيرج على موقع سبورتس رفرنس (الإنجليزية)